# Меркурій-Атлас-6

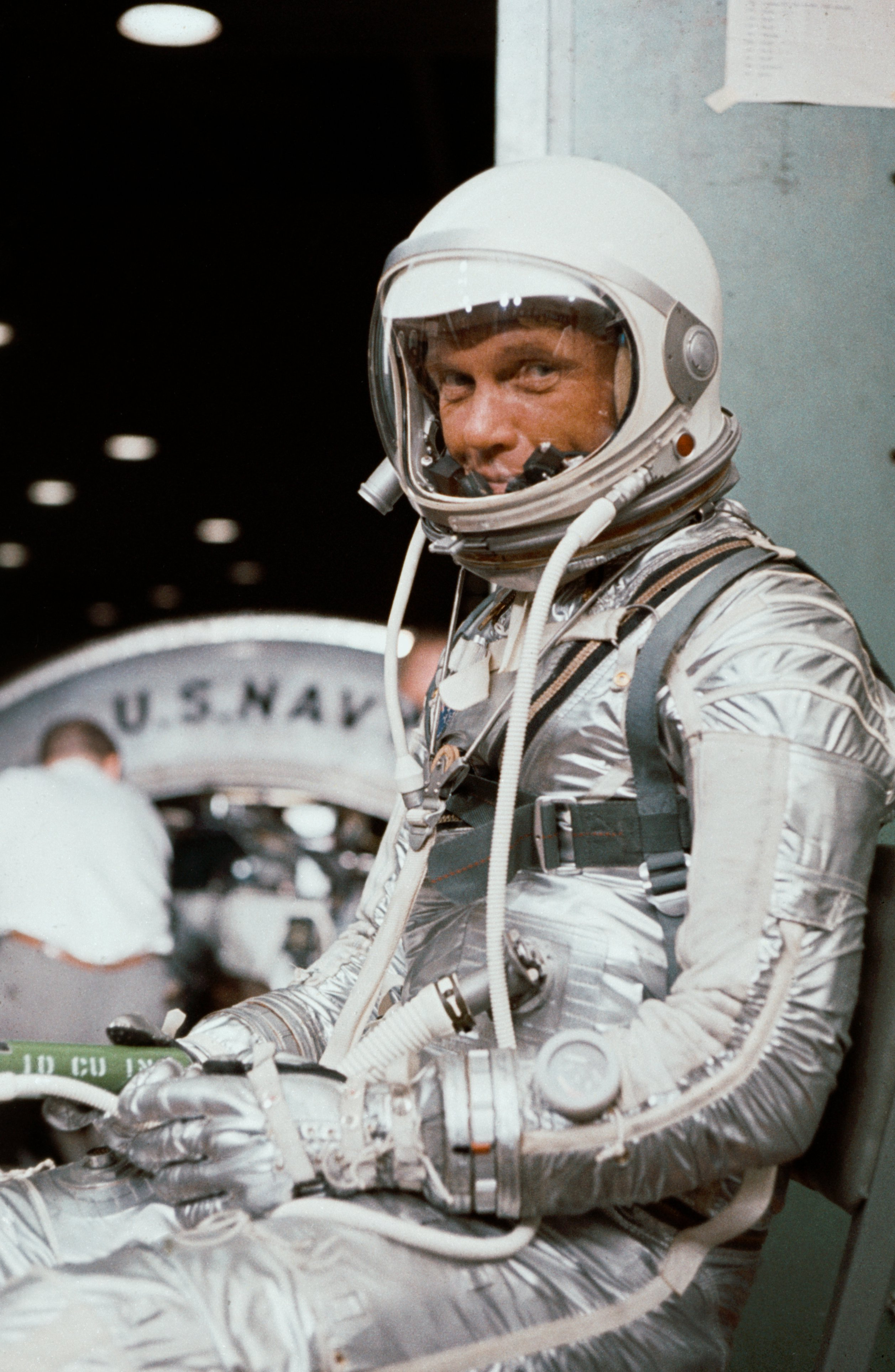
Джон Гленн перед стартом.

Меркурій-Атлас-6 — космічний політ корабля «Меркурій» в рамках однойменної космічної програми США; перший орбітальний космічний політ, здійснений американським астронавтом, і третій пілотований орбітальний політ в світі (після Юрія Гагаріна та Германа Титова). Корабель пілотував Джон Гленн.

## Мета польоту
Перший орбітальний космічний політ, здійснений громадянином США. Перше приземлення людини в кабіні космічного апарата після орбітального польоту. Програма польоту виконана. Через помилкові покази датчика було вирішено не проводити відстріл відпрацьованих гальмівних двигунів.

## Політ
Запуск відбувся 20 лютого 1962 року о 14:47 UTC, того ж дня о 19:43 UTC корабель успішно повернувся на Землю.
Усього політ тривав 4 години 55 хвилин 23 секунд, було здійснено 3 оберти навколо Землі.

## Наш час

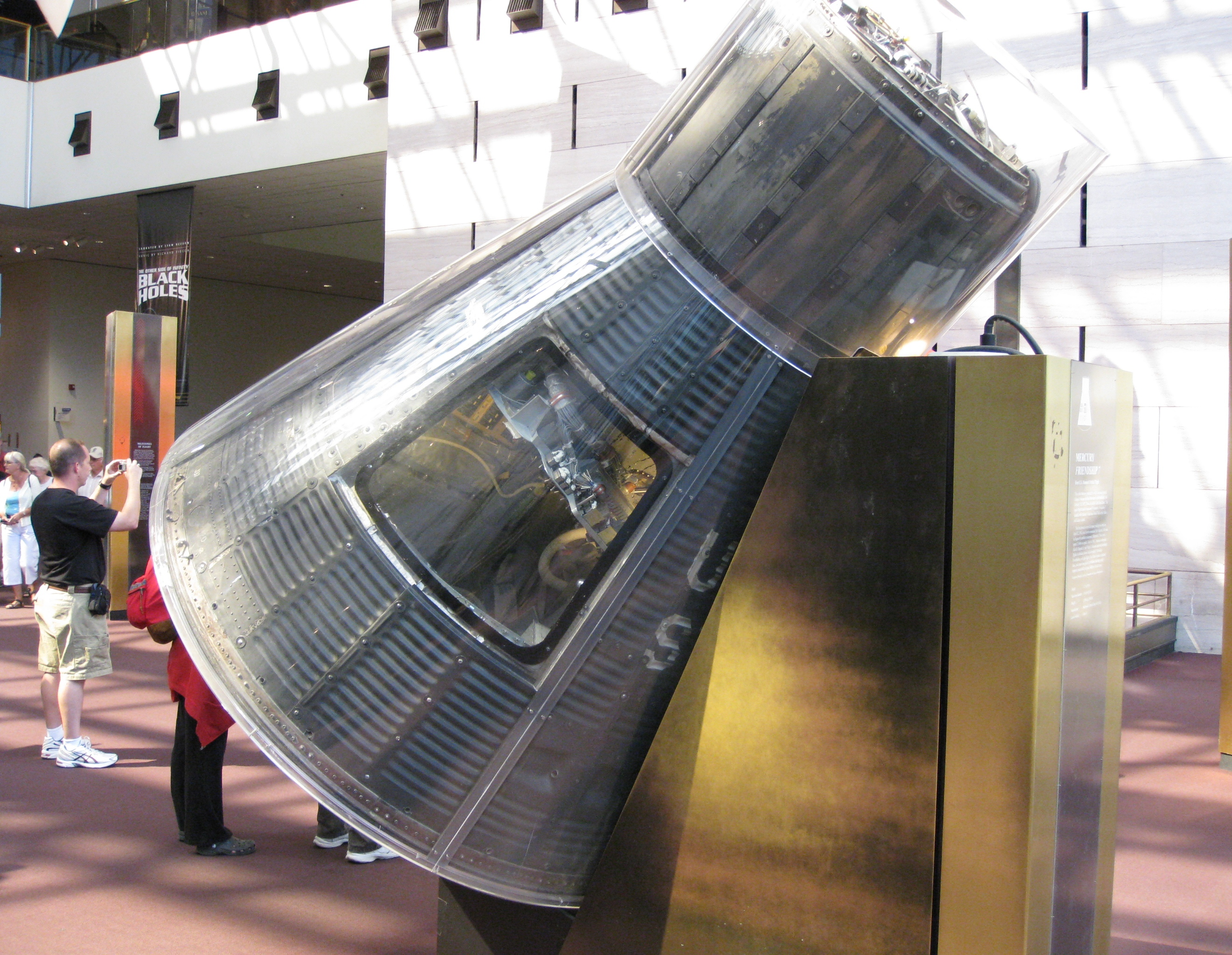
МА-6 експонується в Смітсонівському музеї авіації та космонавтики, Вашингтон.

Космічний корабель Меркурій № 13 — «Дружба 7» — нині експонується в Національному музеї авіації та космонавтики, Вашингтон (округ Колумбія).
21 лютого 1962 в районі однієї з ферм біля міста Елівал Норт, Південна Африка, впав невідомий металевий фрагмент. Цей предмет за вибитими заводськими номерами був ідентифікований як один з 6 прискорювачів від ракети-носія Atlas D. Фрагмент впав на ферму приблизно після восьми годин польоту по орбіті. Фрагмент був зданий в поліцію і переданий NASA, яке повернуло його як символ доброзичливості. Фрагмент сьогодні демонструється в Музеї наук в Преторії.